# Pierre de Wit
Pierre J.G.M. de Wit (Grathem, 27 februari 1949) is een Nederlandse botanicus die is gespecialiseerd in moleculaire fytopathologie en interacties tussen planten en microben. 
Tussen 1968 en 1974 studeerde hij aan de Landbouwhogeschool Wageningen. In 1974 studeerde hij af in de fytopathologie. In 1981 promoveerde hij in Wageningen op het proefschrift Physiological studies on cultivar-specific resistance of tomato plants to Cladosporium fulvum. 
Tussen 1982 en 1986 was hij universitair docent aan de Landbouwhogeschool. Tussen 1986 en 1990 was hij universitair hoofddocent aan de voortzetting daarvan als de Landbouwuniversiteit Wageningen. Vanaf 1990 is hij hoogleraar aan de Landbouwuniversiteit en de voortzetting daarvan als de Wageningen Universiteit. Vanaf 1992 is hij hoofd van het Laboratorium voor Fytopathologie. 
De Wit doet onderzoek naar moleculaire fytopatholgie, moleculaire communicatie tussen fytopathogene schimmels en hun waardplanten, afweerreacties in planten tegen schimmels, gen-om-genrelaties, elicitoren, structuur-functie-relaties van resistentiegenen en avirulentiegenen, celherkenning en plantenmembraanreceptoren. 
Hij kloneerde het eerste avirulentiegen van een zieteverwekkend schimmel, de soort Cladosporium fulvum die de tomaat aantast. Deze schimmel staat sinds 1991 internationaal model voor vervolgonderzoek naar de moleculaire basis van afweer bij planten tegen schimmels en bacteriën. 
De Wit is lid van diverse wetenschappelijke organisaties, waaronder de American Association for the Advancement of Science, de International Society of Molecular Plant-Microbe Interactions (voorzitter tussen 2005 en 2007), de Koninklijke Nederlandse Plantenziektekundige Vereniging, de Koninklijke Nederlandse Botanische Vereniging, de American Phytopathological Society en de International Society for Plant Pathology. 
In 1991 werd De Wit gekozen als lid van de Hollandsche Maatschappij der Wetenschappen. In 1999 werd hij gekozen als lid van de Koninklijke Nederlandse Akademie van Wetenschappen (KNAW). De KNAW benoemde hem in 2008 tot Akademiehoogleraar. De American Society of Plant Pathology kende hem de Noel Keen Price toe vanwege zijn bijdragen aan de (moleculaire) kennis van plantenziekten. Op 28 juli 2018 ontving De Wit de 12e Jakob Eriksson Prijs van de International Society for Plant Pathology, voor zijn baanbrekende onderzoek op het gebied van de moleculaire plantenziektekunde en plant-microbe interacties.
Volgens ISIHighlyCited.com behoort De Wit tot de meest geciteerde wetenschappers op het gebied van de plant- en de dierkunde. Hij is (mede)auteur van meer dan 150 artikels die zijn gepubliceerd in wetenschappelijke tijdschriften als Nature, Science en Proceedings of the National Academy of Sciences.